# 定安河 (万泉河)
定安河，也称大边河，位于中华人民共和国海南岛中部，是万泉河左岸支流。发源于琼中黎族苗族自治县西部黎母山风门岭，蜿蜒向东流经红毛镇罗担村、湾岭镇（原乌石镇）大墩村、北排村、中平镇上水村，过白马岭林场后进入琼海市境内，东流至龙江镇合口咀汇入万泉河。干流长88千米，流域面积1221.6平方千米，河道平均比降2.89‰。